# 디아모르 오사카

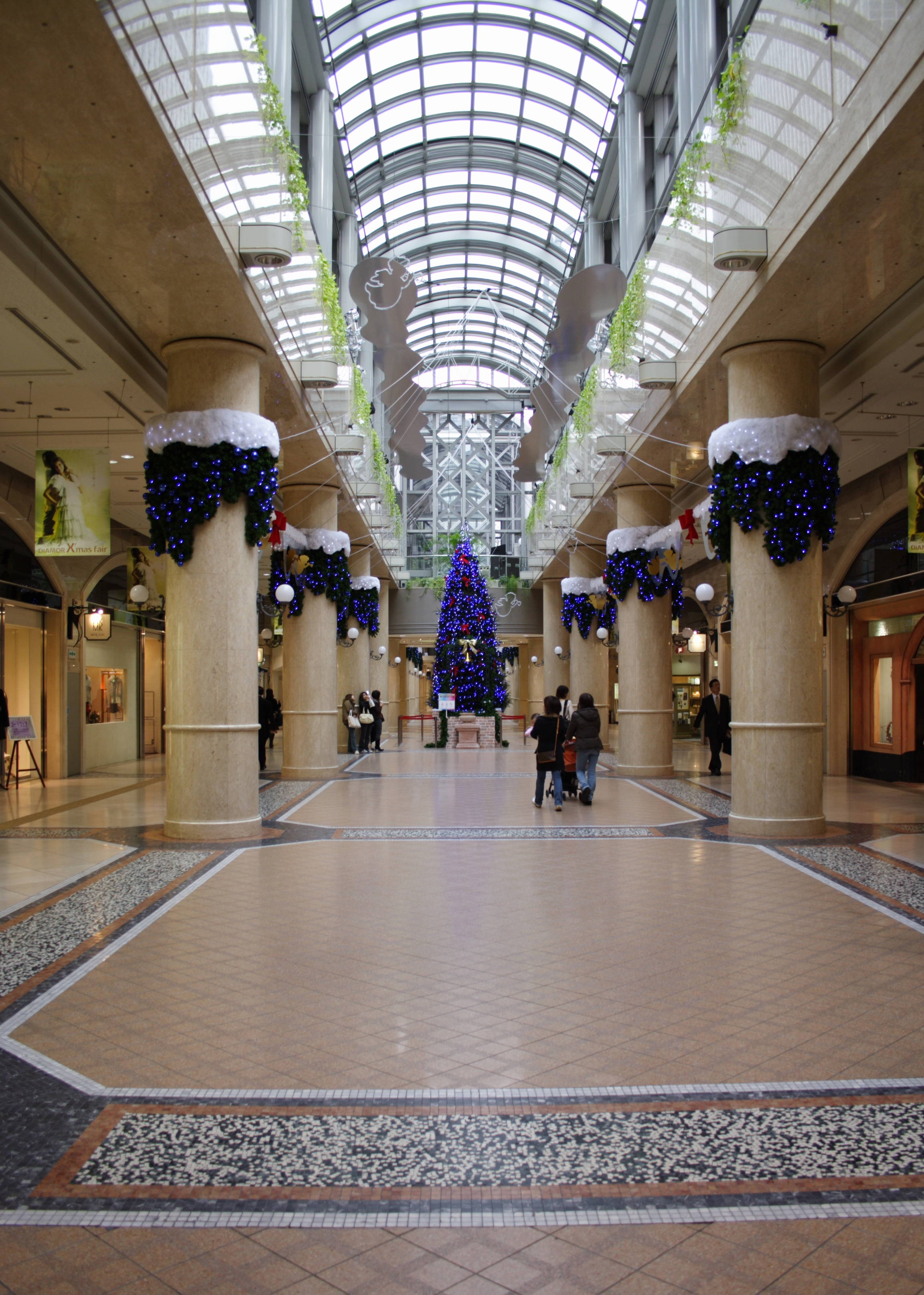
디아모르 오사카

디아모르 오사카(DIAMOR Osaka)는 일본 오사카부 오사카시 우메다에 있는 지하상가이다. 디아모르 오사카는 다른 지하상가와는 다르게 햇빛이 직접 들어오므로 밤낮을 구분할 수 있다.